# Kanton Fiumalto-d'Ampugnani
Kanton Fiumalto-d'Ampugnani (francouzsky Canton de Fiumalto-d'Ampugnani) je francouzský kanton v departementu Haute-Corse v regionu Korsika. Tvoří ho 20 obcí.

## Obce kantonu
- Casabianca
- Casalta
- Croce
- Ficaja
- Giocatojo
- Pero-Casevecchie
- Piano
- Poggio-Marinaccio
- Poggio-Mezzana
- Polveroso
- La Porta
- Pruno
- Quercitello
- Scata
- Silvareccio
- San-Damiano
- San-Gavino-d’Ampugnani
- Taglio-Isolaccio
- Talasani
- Velone-Orneto